# Bridget Fonda
Bridget Jane Fonda (Los Angeles, 27 gennaio 1964) è un'attrice statunitense.
Figlia di Peter Fonda (fratello di Jane Fonda) e di Susan Brewer, quindi nipote diretta di Henry Fonda, rappresenta la terza generazione della notissima famiglia di attori. È nota in particolare per aver interpretato la protagonista del film di John Badham Nome in codice: Nina e il personaggio di Melanie nel film di Quentin Tarantino Jackie Brown.

## Biografia
Bridget Fonda è di origine inglese, scozzese, francese e italiana. La famiglia Fonda, da parte di un avo paterno, era emigrata da Genova nel XVI secolo nei Paesi Bassi, trasferendosi poi nel XVII secolo nelle colonie inglesi del Nord America in una cittadina attualmente chiamata Fonda, nell'attuale stato di New York. Ha inoltre origini italiane anche da parte di madre. Uno dei suoi arcavoli, Giovanni Gualdo, era un nobile di Vicenza. Si forma studiando recitazione con Susan Strasberg all'Actors Studio.
Bridget Fonda si fa notare per la prima volta nel 1989, prendendo parte ai film Scandal - Il caso Profumo, basato sull'affare Profumo, e Spalle nude di David Hare. L'anno successivo ottiene un piccolo ruolo ne Il padrino - Parte III. Quindi interpreta un ruolo da protagonista nella versione statunitense del film di Luc Besson Nikita, intitolato Nome in codice: Nina, e fa parte del cast del Piccolo Buddha di Bernardo Bertolucci e di Jackie Brown di Quentin Tarantino.

## Vita privata
Nei primi anni novanta ha avuto una lunga relazione sentimentale con Eric Stoltz. Nel 2003 si sposa con il compositore di colonne sonore Danny Elfman (particolarmente noto per aver composto le musiche di molti film di Tim Burton) e nel 2005 mette al mondo un figlio, ritirandosi dalla recitazione, per dedicarsi alla famiglia.

## Filmografia

### Attrice

#### Cinema
- Easy Rider - Libertà e paura (Easy Rider), regia di Dennis Hopper (1969) - non accreditata
- Lui è mio (Partners), regia di James Burrows (1982) - non accreditata
- Liebestod, episodio di Aria, regia di Franc Roddam (1987)
- You Can't Hurry Love, regia di Richard Martini (1988)
- Le ragazze vogliono solo divertirsi (Shag), regia di Zelda Barron (1988)
- Scandal - Il caso Profumo (Scandal), regia di Michael Caton-Jones (1989)
- Spalle nude (Strapless), regia di David Hare (1989)
- Frankenstein oltre le frontiere del tempo (Frankenstein Unbound), regia di Roger Corman (1990)
- Il padrino - Parte III (The Godfather: Part III), regia di Francis Ford Coppola (1990)
- Labirinto di ferro (Iron Maze), regia di Hiroaki Yoshida (1991)
- Voglia di vendetta (Out of the Rain), regia di Gary Winick (1991)
- Va' all'inferno Fred (Drop Dead Fred), regia di Ate de Jong (1991)
- Doc Hollywood - Dottore in carriera (Doc Hollywood), regia di Michael Caton-Jones (1991)
- Giacche di cuoio (Leather Jackets), regia di Lee Drysdale (1992)
- Inserzione pericolosa (Single White Female), regia di Barbet Schroeder (1992)
- Singles - L'amore è un gioco (Singles), regia di Cameron Crowe (1992)
- L'armata delle tenebre (Army of Darkness), regia di Sam Raimi (1992)
- The Makinf of 'Army of Darkness' - cortometraggio (1993)
- Desideri smarriti (Bodies, Rest & Motion), regia di Michael Steinberg (1993)
- Nome in codice: Nina (Point of No Return), regia di John Badham (1993)
- Piccolo Buddha (Little Buddha), regia di Bernardo Bertolucci (1993)
- Può succedere anche a te (It Could Happen to You), regia di Andrew Bergman (1994)
- Morti di salute (The Road to Wellville), regia di Alan Parker (1994)
- Camilla, regia di Deepa Mehta (1994)
- Miss Magic (Rough Magic), regia di Clare Peploe (1995)
- City Hall, regia di Harold Becker (1996)
- La grazia nel cuore (Grace of My Heart), regia di Allison Anders (1996)
- Touch, regia di Paul Schrader (1997)
- Mister Jealousy (Mr. Jealousy), regia di Noah Baumbach (1997)
- Jackie Brown, regia di Quentin Tarantino (1997)
- Break Up - Punto di rottura (Break Up), regia di Paul Marcus (1998)
- Finding Graceland, regia di David Winkler (1998)
- Soldi sporchi (A Simple Plan), regia di Sam Raimi (1998)
- Lake Placid, regia di Steve Miner (1999)
- Vendetta finale (South of Heaven, West of Hell), regia di Dwight Yoakam (2000)
- Guardo, ci penso e nasco (Delivering Milo), regia di Nick Castle (2001)
- Monkeybone, regia di Henry Selick (2001)
- Kiss of the Dragon, regia di Chris Nahon (2001)
- Scintille d'amore (The Whole Shebang), regia di George Zaloom (2001)
- Jackie Brown: How It Went Down, regia di Gareth O'Neil - cortometraggio documentario direct-to-video (2002)

#### Televisione
- I quattro della scuola di polizia (21 Jump Street) – serie TV, episodio 3x17 (1989)
- Jacob Have I Loved, regia di Victoria Hochberg – film TV (1989)
- The Edge – serie TV, episodio 1x03 (1989)
- The Media Show – serie TV, episodio 4x05 (1989)
- The Scandal Story, regia di Peter Orton – documentario TV (1989)
- Días de cine – serie TV, 1 episodio (1992)
- Dolphins in Danger, regia di Stanley Minasian – film TV (1996)
- Prima del buio (In the Gloaming), regia di Christopher Reeve (1997)
- Bravo Profiles: The Entertainment Business, regia di Jeremy Newson – miniserie TV, episodio 1x02 (1998)
- Night Visions – serie TV, episodio 1x06 (2001)
- Seconda nascita (After Amy), regia di Peter Werner (2001)
- The Chris Isaak Show – serie TV, 4 episodi (2002)
- La regina delle nevi (Snow Queen), regia di David Wu – miniserie TV (2002)

### Doppiatrice
- Gandahar, regia di René Laloux (1988)
- Balto, regia di Simon Wells (1995)

## Programmi TV
- AFI Life Achievement Award - speciale TV (1978-2003)
- Signé croisette - talk-show (1993)
- The 5th Annual Legacy Awards - speciale TV (1993)
- Today - talk-show (1994)
- The Tonight Show with Jay Leno - talk-show (1994-1998)
- The Rosie O'Donnell Show - talk-show (1997)
- Late Show with David Letterman - talk-show (1997)
- The 49th Annual Primetime Emmy Awards - speciale TV (1997)
- The Larry Sanders Show - varietà musicale (1997)
- Live with Regis and Kathie Lee - talk-show (1998)
- AFI's 100 Years... 100 Stars: America's Greatest Screen Legends, regia di Gary Smith e Dann Netter - speciale TV (1999)
- Nulle part ailleurs - varietà musicale (2000)
- AFI's 100 Years... 100 Laughs: America's Funniest Movies, regia di Gary Smith - speciale TV (2000)
- The 43rd Annual Grammy Awards, regia di Walter C. Miller - speciale TV (2001)
- Howard Stern - talk-show (2001)
- Late Night with Conan O'Brien - talk-show (2001)
- The Daily Show - varietà (2001)
- The Late Late Show with Craig Kilborn - talk-show (2001)
- The Three Stooges 75th Anniversary Special, regia di Dennis Rosenblatt - speciale TV (2003)
- Battleground Earth: Ludacris vs. Tommy Lee - reality (2008)

## Discografia

### Audiolibri
- 2001 – Kiss Of The Dragon (con Craig Armstrong e Jet Li)

### Partecipazioni
- 1997 – AA.VV. Jackie Brown: Music from the Miramax Motion Picture, nel brano Just Ask Melanie

## Libri
- (EN) Nancy Mehagian, Alexandra Conn e Bridget Fonda, The Supernatural Kids Cookbook, Nook, 2011, ISBN 2940013082946.

## Riconoscimenti
- Golden Globe
  - 1990 – Candidatura alla migliore attrice non protagonista per Scandal - Il caso Profumo
  - 2002 – Candidatura alla miglior attrice in una mini-serie o film per la televisione per Seconda nascita
- Festival del Cinema di Sitges
  - 1995 – Miglior attrice per Miss Magic

## Doppiatrici italiane
Nelle versioni in italiano dei suoi film, Bridget Fonda è stata doppiata da:
- Francesca Guadagno in Scandal - Il caso Profumo, Singles - L'amore è un gioco, Camilla, City Hall
- Giuppy Izzo in Morti di salute, Soldi sporchi, Night Visions, Kiss of the Dragon
- Micaela Esdra in Inserzione pericolosa, Nome in codice: Nina, Può succedere anche a te
- Cristina Boraschi in Il padrino - Parte III, Lake Placid
- Antonella Rendina in Desideri smarriti, Miss Magic
- Silvia Tognoloni in Va' all'inferno Fred
- Anna Cesareni in Piccolo Buddha
- Emanuela Rossi in Jackie Brown
- Monica Ward in Break Up - Punto di rottura
- Roberta Pellini in Guardo, ci penso e nasco
- Chiara Colizzi in Monkeybone
- Tiziana Avarista in Scintille d'amore
- Claudia Razzi in No Ordinary Baby
- Monica Gravina in La regina delle nevi
- Domitilla D'Amico in Lake Placid (ridoppiaggio TV)

Da doppiatrice è sostituita da:
- Francesca Guadagno in Balto